# Àlex Moga Vidal
Àlex Moga Vidal   (Vielha e Mijaran, 18 d'abril de 1977) és un polític aranès. Va ser Secretari general de Convergència Democràtica Aranesa - Partit Nacionalista Aranès des de 2007 fins a març de 2017. A les eleccions municipals espanyoles de 2011 fou escollit alcalde de Vielha e Mijaran, càrrec que va ocupar fins a l'any 2015. A les eleccions al Parlament de Catalunya de 2012 fou elegit diputat per Lleida dins les llistes de CiU. Ha estat vicepresident de la Mesa de la Comissió d'Afers Institucionals del Parlament de Catalunya. Després de les eleccions municipals espanyoles de 2015 va perdre l'alcaldia i passà a l'oposició.